# Micro Microlino 2.0
Micro Microlino 2.0 – elektryczny mikrosamochód produkowany przez szwajcarskie przedsiębiorstwo Micro MS od 2021 roku.

## Historia i opis modelu

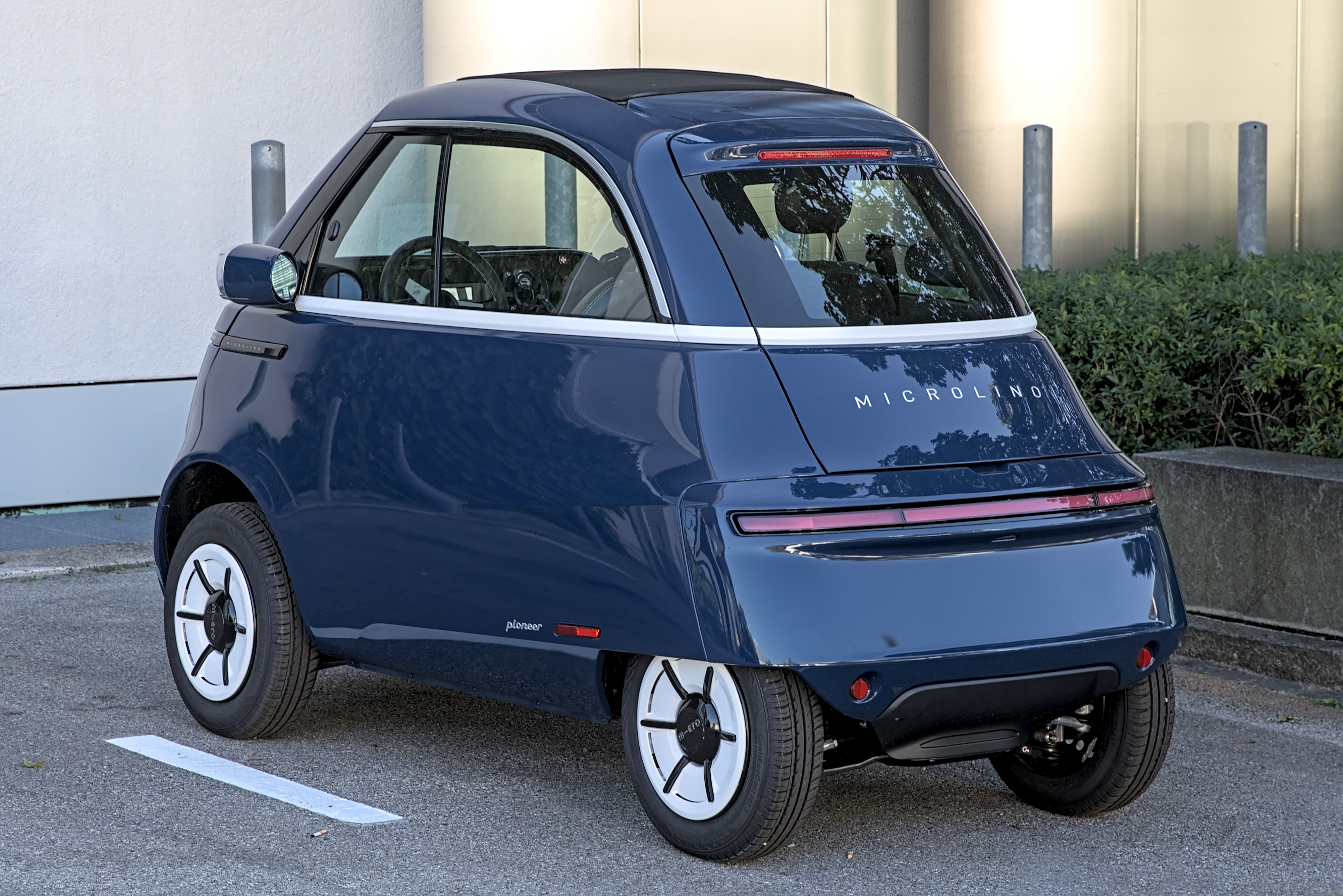
Micro Microlino 2.0 - tył

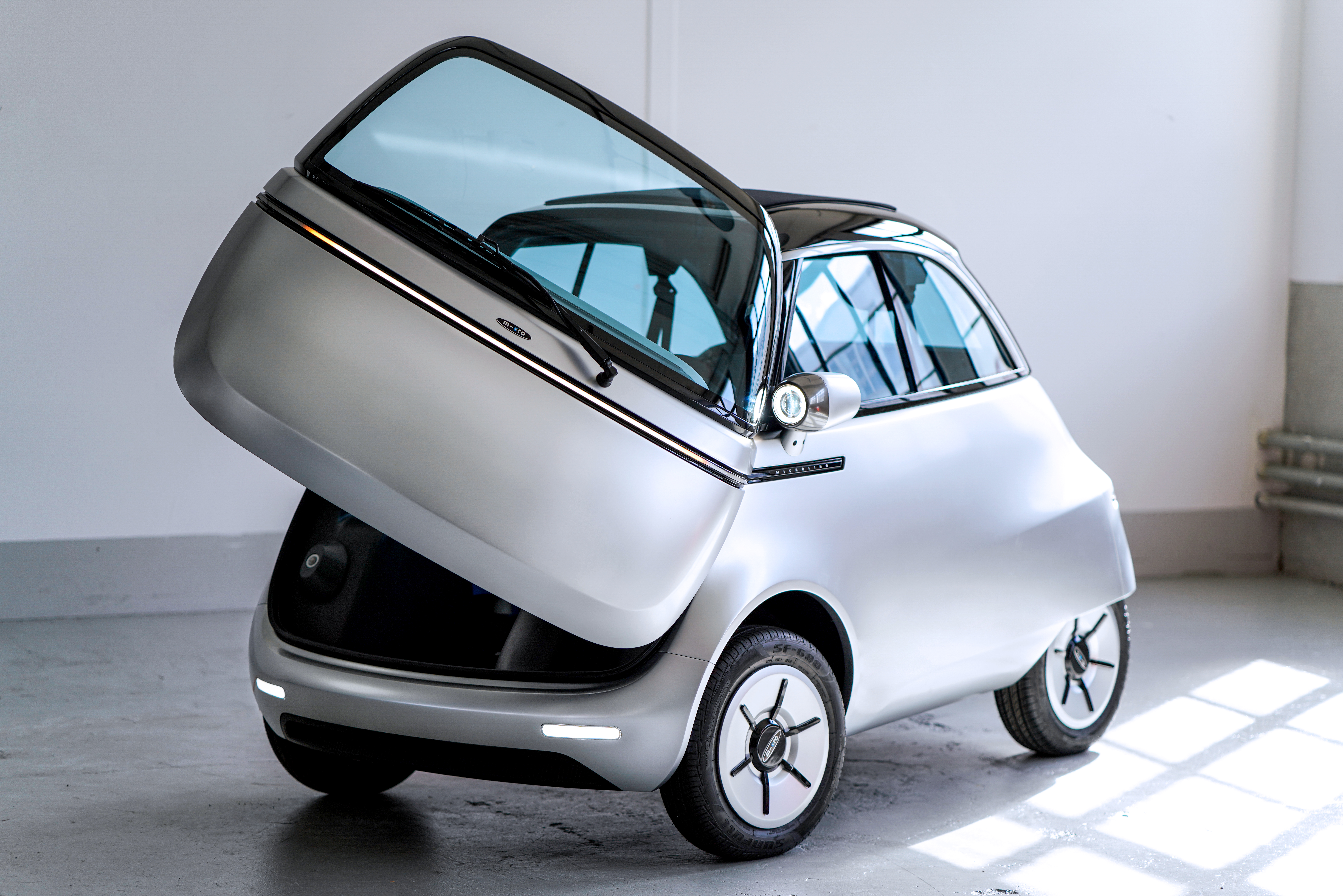
Micro Microlino 2.0 - drzwi

Po raz pierwszy koncepcja nowożytnej interpretacji klasycznego BMW Isetta produkowanego przez niemiecką firmę w latach 1955–1962 została przedstawiona w marcu 2016 roku podczas targów Geneva Motor Show. Wówczas poprzez prototyp Microlino szwajcarskie przedsiębiorstwo Micro Mobility Systems dotychczas specjalizujące się w hulajnogach zapowiedziało plan wprowadzenia do produkcji seryjnego Microlino. Drogę do tego utorowało wydanie unijnej homologacji w lipcu 2018 roku na dopuszczenie do ruchu seryjnego Microlino.
Produkcyjny samochód pod nazwą Microlino 2.0 zadebiutował w sierpniu 2021 roku, w obszernym zakresie odtwarzając koncepcję zapowiedzianą przed 5 laty poprzez prototyp. Samochód przyjął postać jednobryłowego, dwumiejscowego hatchbacka z jednoskrzydłową klapą pokrywającą pas przedni. Podobnie jak w przypadku BMW Isetty, przednia oś jest szersza od tylnej towarzyszącej zawężającemu się tyłowi.
Nadwozie pokryło oświetlenie LED, na czele z charakterystycznymi reflektorami umieszczonymi w samodzielnych obudowach znajdujących się po obu krawędziach nadwozia. Poza dwumiejscową kabiną pasażerską, w Microlino 2.0 wygospodarowano także przestrzeń na 230-litrowy bagażnik. W zależności od wariantu wyposażeniowego, Microlino 2.0 może zostać pomalowane jednobarwnym lub dwubarwnym lakierem łączącym różne konfiguracje kolorystyczne w zalezności od preferencji nabywcy.

### Sprzedaż
Jeszcze w pierwszym miesiącu od premiery produkcyjnego Microlino 2.0 firma zebrała łącznie ponad 24 tysiące rezerwacji na elektryczny mikrosamochód. Początek produkcji pojazdu wyznaczony został na koniec 2021 roku z wykorzystaniem zakładów we włoskim Turynie, z rocznym wolumenem wyznaczonym na ok. 7,5 tysiąca sztuk. Pierwsze egzemplarze w 2022 roku dostarczone zostaną najpierw do klientów w Szwajcarii, a potem w Niemczech i innych krajach Europy Zachodniej. Cena za podstawowy egzemplarz wyznaczona została na 12,5 tysiąca euro.

### Dane techniczne
Micro Microlino 2.0 jest samochodem w pełni elektrycznym, który wyposażono w 25-konny silnik pozwalający na rozpędzenie się do maksymalnie 90 km/h. Samochód dostępny jest w trzech wariantach baterii: 6, 10,5 oraz 14 kWh. Pozwalają one przejechać na jednym ładowaniu odpowiednio maksymalnie ok. 96, 175 lub 230 kilometrów.